# 24-cm-Kanone 4
Die 24-cm-Kanone 4  war eine Feldkanone, die im Auftrag der Wehrmacht im Zweiten Weltkrieg entwickelt wurde.

## Geschichte
Nach Forderung des OKH für ein Nachfolgegeschütz der 24-cm-Kanone 3 entwickelte Krupp in Essen dieses Geschütz. Es wurde ein ein- und zweilastig zu fahrender Prototyp geplant. Nur der zweilastige Entwurf wurde schließlich gebaut. Bei einem Luftangriff 1943 wurde dieser Prototyp stark beschädigt und das Projekt aufgegeben.  Ebenso aufgegeben wurde das Projekt, die Kanone zwischen zwei Tiger-Fahrgestellen als Lastenträger zu verwenden.
Die Kanone wog 65.500 Kilogramm auf dem Marsch und konnte 160 Kilogramm schwere Geschosse bis zu 49.000 Meter weit schießen.